# Rosse spoorkoekoek
De rosse spoorkoekoek (Centropus unirufus) is een spoorkoekoek uit de familie van de koekoeken die alleen voorkomt in de Filipijnen.
In het Filipijns heet deze vogel Sabukot Kanela.

## Algemeen
Deze koekoek van gemiddelde grootte is geheel roodbruin van kleur. Van boven is hij wat donkerder. De snavel is groen en wordt geel bij het uiteinde. De ogen zijn lichtbruin en de poten zijn olijfbruin. Het vrouwtje lijkt op het mannetje, maar is wat groter.
Deze soort wordt inclusief staart 39 centimeter lang en heeft een vleugellengte van 16,5 centimeter.
De rosse spoorkoekoek is luidruchtig, in tegenstelling tot andere soorten van het geslacht centropus.

## Ondersoorten, verspreiding en leefgebied
Van de rosse spoorkoekoek zijn geen ondersoorten bekend. De soort komt voor op drie Filipijnse eilanden, namelijk Catanduanes, Luzon en Polillo. Ze zijn daar te vinden in kleine groepjes van 10 tot 12 exemplaren dicht bij de aarde in bamboebossen.

## Voortplanting
Er is niets bekend over de voortplanting van deze soort in het wild.